# Erebus (Buch)
Erebus: Ein Schiff, zwei Fahrten und das weltweit größte Rätsel auf See (Originaltitel: Erebus. The Story of a Ship) ist ein 2019 erschienenes Sachbuch des britischen Autors Michael Palin. Es geht um die Franklin-Expedition und das Flaggschiff, die Erebus.

## Inhalt
Zuerst geht es um den Bau der Erebus im Jahr 1826. In der Folge werden in Kürze die erste Franklin- und Ross-Expedition dargestellt. Auch die militärische Bedeutung der Bombarden wird erläutert.
Im Anschluss wird der Verlauf der Ross-Expedition von 1839–1843 behandelt. Neben der Erebus nahm auch die Terror an der Expedition teil. Im Buch wird das Leben an Bord und die Aufenthalte an Land geschildert. Wesentliche Quellen hierfür sind die Tagebücher der Besatzung, die nach der Reise von der Royal Navy einbehalten wurden, sowie Briefe der Besatzung an ihre Familien. Zu den Stationen an Land bindet der Autor Berichte seiner eigenen Reisen ein.
In der zweiten Hälfte des Buches geht es um die der Franklin-Expedition. Bei dieser Expedition sollte erstmals die Nordwestpassage durchfahren werden. Hierfür wurden von der Besatzung große Mengen an Nahrungsmitteln, aber auch Kohlen für den neu eingebauten Dampfmotor mitgenommen. Hierbei werden auch die einzelnen Besatzungsmitglieder und ihre Vergangenheit beschrieben. In der Folge geht es um die letzten Stationen des Schiffes bis nach Grönland, wo das letzte Lebenszeichen der Besatzung erfolgt.
In den nächsten Kapiteln werden die gescheiterten Rettungsmissionen und die Funde dargestellt. Auch geht es um die Kommunikation mit den Inuit, die verschiedenen Theorien, die aus den Funden resultieren, und um den Fund des Wracks der Erebus 2014. Im Epilog besucht der Autor schließlich selbst auf einem Eisbrecher die Nordwestpassage sowie einige der Fundorte in der Arktis.

## Form
Das Buch ist in der Form eines allwissenden Er-Erzählers geschrieben. Dabei sind die Passagen aus dem Leben des Autors in der Ich-Perspektive gehalten. Zusätzlich gibt es in der Mitte des Buches einen Teil mit zeitgenössischen Bildern und Fotos. Auch gibt es Fotos der archäologischen Überreste.

## Rezeption
Das Buch wurde positiv in den Medien aufgenommen, so schrieb etwa Thomas Willke: „Palin ist tief in die Materie eingestiegen und hat ein wunderbares Buch für alle Freunde von Forschungsreisen geschrieben.“ Klaus Sturm schrieb, dass das Buch ihn träumen lässt und seine Phantasie anregt.

## Auflagen
- Michael Palin: Erebus. Übersetzt von Rudolf Mast, Hardcover, Mareverlag, Hamburg 2019, 400 Seiten, ISBN 978-3866486041.
- Michael Palin: Erebus. Übersetzt von Rudolf Mast, Taschenbuch, Goldmann Verlag, München 2021, 464 Seiten, ISBN 978-3442142675.